# Ferdinand Zvonimir Habsburg-Lothringen
Ferdynand Zvonimir Habsburg-Lotaryński, właśc. Ferdinand Zvonimir Maria Balthus Keith Michael Otto Antal Bahnam Leonhard Habsburg-Lothringen (ur. 21 czerwca 1997 w Salzburgu) – austriacki kierowca wyścigowy, najstarszy syn Karla Habsburga-Lothringena, następca głowy domu Habsbursko-Lotaryńskiego.

## Życiorys
Jego dziadkami byli arcyksiążę Otto von Habsburg oraz baron i przemysłowiec Hans Heinrich von Thyssen-Bornemisza. Ferdinand Zvonimir Habsburg-Lothringen urodził się jako drugie dziecko Karla Habsburga-Lothringena i jego żony Franceski Habsburg-Lothringen. Został ochrzczony 6 września 1998 w Zagrzebiu przez kardynała Franja Kuharicia. Jego rodzicami chrzestnymi zostali Georg von Habsburg, Alois-Konstantin, książę Löwenstein-Wertheim-Rosenberg, Małgorzata i Agnes Husslein.
Karierę w wyścigach samochodowych rozpoczął w 2014 od startów w Północnoeuropejskim Pucharze Formuły Renault 1.6, gdzie czterokrotnie stawał na podium. Z dorobkiem 213 punktów został sklasyfikowany na czwartej pozycji w końcowej klasyfikacji kierowców. W 2015 wystartował w Toyota Racing Series. Dwukrotnie zajmował miejsce w czołowej trójce. Uzbierane 490 punktów dało mu jedenaste miejsce w klasyfikacji generalnej.

## Wyniki

### FIA World Endurance Championship
| Sezon | Zespół          | Klasa | Samochód | Silnik               | Wyniki w poszczególnych rundach | Wyniki w poszczególnych rundach | Wyniki w poszczególnych rundach | Wyniki w poszczególnych rundach | Wyniki w poszczególnych rundach | Wyniki w poszczególnych rundach | Pozycja | Punkty |
| 2021  | Team WRT        | LMP2  | Oreca 07 | Gibson GK428 4.2L V8 | SPA                             | POR                             | MNZ                             | LMS                             | BAH1                            | BAH2                            | 1       | 151    |
| ----- | --------------- | ----- | -------- | -------------------- | ------------------------------- | ------------------------------- | ------------------------------- | ------------------------------- | ------------------------------- | ------------------------------- | ------- | ------ |
| 2021  | Team WRT        | LMP2  | Oreca 07 | Gibson GK428 4.2L V8 | 10                              | 4                               | 2                               | 1                               | 1                               | 1                               | 1       | 151    |
| 2022  | RealTeam by WRT | LMP2  | Oreca 07 | Gibson GK428 4.2L V8 | SEB                             | SPA                             | LMS                             | MNZ                             | FUJ                             | BAH                             | 4       | 96     |
| 2022  | RealTeam by WRT | LMP2  | Oreca 07 | Gibson GK428 4.2L V8 | 3                               | 2                               | 10                              | 1                               | 4                               | 5                               | 4       | 96     |

### European Le Mans Series
| Sezon | Zespół             | Klasa | Samochód | Silnik                | Wyniki w poszczególnych rundach | Wyniki w poszczególnych rundach | Wyniki w poszczególnych rundach | Wyniki w poszczególnych rundach | Wyniki w poszczególnych rundach | Wyniki w poszczególnych rundach | Pozycja | Punkty |
| 2021  | Algarve Pro Racing | LMP2  | Oreca 07 | Gibson GK428 4.2 L V8 | CAT                             | RBR                             | LEC                             | MNZ                             | SPA                             | ALG                             | 13      | 27,5   |
| ----- | ------------------ | ----- | -------- | --------------------- | ------------------------------- | ------------------------------- | ------------------------------- | ------------------------------- | ------------------------------- | ------------------------------- | ------- | ------ |
| 2021  | Algarve Pro Racing | LMP2  | Oreca 07 | Gibson GK428 4.2 L V8 | 11                              | 8                               | 7                               | 9                               | NS                              | 3                               | 13      | 27,5   |
| 2022  | Prema Racing       | LMP2  | Oreca 07 | Gibson GK428 4.2 L V8 | LEC                             | IMO                             | MNZ                             | CAT                             | SPA                             | ALG                             | 1       | 125    |
| 2022  | Prema Racing       | LMP2  | Oreca 07 | Gibson GK428 4.2 L V8 | 1                               | 1                               | 5                               | 1                               | 3                               | 1                               | 1       | 125    |